# Tivoización
La tivoización (neologismo del inglés Tivoization, acuñado por Richard Stallman) es la puesta en marcha de un doble mecanismo de licencia de software que intenta evitar las condiciones de libertad de la GPL en su versión 2. En concreto, aun incorporando software bajo copyleft, se hace uso de un hardware preparado para imposibilitar a los usuarios ejecutar versiones modificadas del software en ese hardware. El origen del término se basa en la compañía de grabadores digitales que lo puso en práctica, TiVo.
La GPL versión 3 intenta imposibilitar el marco de alegalidad existente en este tipo de restricciones. El núcleo Linux se encuentra licenciado bajo la versión 2 de la licencia GPL, lo que hace que muchos dispositivos electrónicos se encuentren bajo el marco de la tivoización.